# Trzecioświatowość

„Trzy światy” ery zimnej wojny, stan na okres od 30 kwietnia do 24 czerwca 1975. Kraje neutralne i niezaangażowane zaznaczono na szaro.

Trzecioświatowość – pojęcie polityczne i ideologia, które pojawiły się pod koniec lat 40. lub na początku lat 50. XX wieku, w okresie zimnej wojny, jako próba zbudowania jedności wśród państw niechcących opowiadać się po stronie Stanów Zjednoczonych ani Związku Radzieckiego.

## Historia i charakterystyka
Zwolennicy i teoretycy trzecioświatowości uważali, że podziały i konflikty na linii Północ–Południe miały większe znaczenie polityczne niż opozycja Wschód–Zachód, typowa dla okresu zimnej wojny. W modelu „trzech światów” do Pierwszego Świata zaliczano państwa sprzymierzone ze Stanami Zjednoczonymi, natomiast określenie Drugi Świat odnosiło się do byłych uprzemysłowionych państw socjalistycznych znajdujących się pod wpływem Związku Radzieckiego. Termin Trzeci Świat definiował kraje, które pozostawały poza blokiem NATO i blokiem komunistycznym. Trzeci Świat obejmował zazwyczaj liczne państwa o kolonialnej przeszłości w Afryce, Ameryce Łacińskiej, Oceanii i Azji. Bywał też utożsamiany z krajami Ruchu Państw Niezaangażowanych oraz z gospodarczo „peryferyjnymi” państwami w światowym systemie zdominowanym przez „kraje rdzenia”.
Trzecioświatowość była związana z nowymi ruchami politycznymi powstającymi w okresie dekolonizacji, a także z nowymi formami regionalizmu rozwijającymi się w byłych koloniach Azji, Afryki i Bliskiego Wschodu oraz w państwach Ameryki Łacińskiej, w tym z nurtami takimi jak panarabizm, panafrykanizm, panamerykanizm czy panazjanizm.
Pierwszy okres ruchu trzecioświatowego, określany jako „pierwsza era Bandung”, był prowadzony przez przywódców Egiptu, Indonezji i Indii – takich jak Gamal Abdel Naser, Sukarno i Jawaharlal Nehru. W latach 60. i 70. pojawiło się drugie pokolenie rządów trzecioświatowych, które kładło nacisk na bardziej radykalną, rewolucyjno-socjalistyczną wizję, reprezentowaną m.in. przez postać Che Guevary. Pod koniec zimnej wojny, w latach 80., trzecioświatowość zaczęła stopniowo tracić na znaczeniu.

## Solidarność Trzeciego Świata
Solidarność Trzeciego Świata stanowi kluczowy element trzecioświatowości, akcentując jedność i współpracę krajów oraz narodów Globalnego Południa w walce z imperializmem, kolonializmem i neokolonializmem. Opiera się ona na zasadzie wzajemnego wsparcia i wspólnych interesów narodów wcześniej skolonizowanych lub uciskanych, dążąc do rozwiązywania wspólnych problemów, takich jak ubóstwo, niedorozwój i marginalizacja.